# William Pitt Amherst
Pour les articles homonymes, voir William Pitt, Pitt et Amherst.
William Pitt Amherst, 1er comte Amherst, né le 14 janvier 1773 à Bath et mort le 13 mars 1857 à Sevenoaks, est un administrateur colonial britannique. Il est le gouverneur général de la présidence de Fort William de 1823 à 1828. Il est un des responsables de la première guerre anglo-birmane (1824-1826).

## Biographie
Neveu de Jeffery Amherst (1717-1797), il s’attache au parti tory et lui reste constamment fidèle. Suivant la carrière diplomatique, il remplit une mission en Chine, sans résultat. À son retour, il fait naufrage à Saint-Hélène et y a une longue entrevue avec Napoléon. Nommé Gouverneur-général des Indes Orientales, il soutient la guerre contre les Birmans puis revient en Angleterre en 1828.

## Hommages
Son nom a été donné à une ville de Birmanie : Amherst, aujourd'hui Kyaikkami.
Des scientifiques ont également dédié à son épouse, Lady Amherst, deux des espèces les plus spectaculaires du pays : un arbre, l'Amherstia, et un oiseau, le faisan de Lady Amherst (Chrysolophus amherstiae).